# 北美白樺
美國樺樹（拉丁語：Betula papyrifera）是一種原產於北美北部的樺樹。美國樺樹是加拿大薩克其萬省的省樹及美國新罕布夏州的州樹。美國樺樹是一種落葉喬木，一般可成長至18米，最高可達40米。美國樺樹的分佈範圍十分廣泛，其木材可以用來製作家具。